# 独立自由的阿尔察赫
《獨立自由的阿爾察赫》曾是阿尔察赫共和国的國歌，於1992年宣布成為國歌。由伏爾丹‧哈克柏楊（Վարդան Հակոբյանը）作曲，亞爾曼‧納西柏楊（Արմեն Նասիբյան）填詞。